# 1351草地短途錦標
1351草地短途錦標（阿拉伯語：كأس الـ 1351 سبرنت），是於沙特阿拉伯安都拉茲馬場舉辦供北半球產4歲或以上及南半球產3歲或以上馬匹競逐的國際二級賽（G2），途程為草地1351米。

## 概述
本賽事為沙特阿拉伯賽馬會於2020年創設的賽事，為沙特盃賽馬日其中一場分級賽。
名稱及途程中的「1351」，為沙特阿拉伯王國獨立年份1932年換算為伊斯蘭曆後的數字。
此外，此賽事亦設有出賽限制，海外參賽馬必須曾於國際賽馬組織聯盟的《國際賽事編錄標準及國際賽事統計冊》的第一部分賽馬地區的分級賽中獲得頭四名，或於國內取得100或以上的評分方可報名，雌馬則需獲得96或以上的評分。

## 優先出賽權
於下表任何一項賽事中跑獲冠軍的馬匹將獲得同季此賽的優先出賽權：
| 賽事名稱 | 級別 | 國家 | 馬場       | 途程       |
| -------- | ---- | ---- | ---------- | ---------- |
| 阪神盃   | GII  | 日本 | 阪神競馬場 | 草地1400米 |

## 歷史
- 2020年 - 於安都拉茲馬場設立名為「1351盃」的賽事，途程為草地1351米。首屆賽事由巴林訓練的「Dark Power」勝出。
- 2021年 - 更名1351草地短途錦標。
- 2022年 - 隨着沙特阿拉伯列入國際賽馬組織聯盟的《國際賽事編錄標準及國際賽事統計冊》的第二部分賽馬地區[1]，此賽事從該年開始升格為國際三級賽（G3）。
- 2024年 - 獲升格為國際二級賽（G2），同時，總獎金提升至200萬美金[2]。

## 歷屆冠軍
| 屆數  | 日期          | 馬場     | 距離  | 馬名       | 性齡  | 代表國家 | 時間    | 騎師     | 練馬師      | 馬主                 |
| ----- | ------------- | -------- | ----- | ---------- | ----- | -------- | ------- | -------- | ----------- | -------------------- |
| 第1屆 | 2020年2月20日 | 安都拉茲 | 1351m | Dark Power | 閹6   | 巴林     | 1:19.63 | 戴圖理   | Allan Smith | Al Adiyat Racing     |
| 第2屆 | 2021年2月20日 | 安都拉茲 | 1351m | 太空藍調   | 男5号 | 英国     | 1:20.03 | 布宜學   | 艾柏賓      | 高多芬               |
| 第3屆 | 2022年2月26日 | 安都拉茲 | 1351m | 前人足跡   | 雌4   | 日本     | 1:18.00 | 李慕華   | 林徹        | Sunday Racing Co Ltd |
| 第4屆 | 2023年2月25日 | 安都拉茲 | 1351m | 猛獅闊步   | 雄5   | 日本     | 1:17.49 | 坂井瑠星 | 矢作芳人    | Hiroo Race Co Ltd    |
| 第5屆 | 2024年2月24日 | 安都拉茲 | 1351m | 雁南飛     | 雄5   | 英国     | 1:17.88 | 黎應揚   | 艾培彬      | Fosnic Racing        |
| 第6屆 | 2025年2月22日 | 安都拉茲 | 1351m | 百塔意城   | 雌4   | 日本     | 1:17.88 | 李慕華   | 黑岩陽一    | Sunday Racing Co Ltd |

## 來自戰線
以下列表列出歷屆冠軍上次出賽賽事及上次勝出賽事：
| 詳細戰線列表 |            |              |        |        |                  |      |
| 年份         | 馬匹       | 上次出賽賽事 | 級別   | 名次   | 上次勝出賽事     | 級別 |
| 2020         | Dark Power | 納斯企業盃   | BRHGII | 季軍   | 阿勒哈利法酋長盃 |      |
| 2021         | 太空藍調   | 紀爾斯大賽   | GI     | 冠軍   | 同左             | 同左 |
| 2022         | 前人足跡   | 阪神盃       | GII    | 第14名 | 富士錦標         | GII  |
| 2023         | 猛獅闊步   | 阪神盃       | GII    | 殿軍   | 高多芬一哩賽     | GII  |
| 2024         | 雁南飛     | 奇情錦標     | L      | 亞軍   | 班高錦標         | GIII |
| 2025         | 百塔意城   | 金鷹錦標     |        | 第12名 | 京成盃秋季讓賽   | GIII |

## 外部連結
- 官方網站 （页面存档备份，存于）